# Gustaf Dahlgren (läkare)

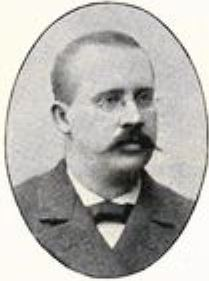
Gustaf Dahlgren.

Gustaf Adolf Dahlgren, född 6 januari 1860 i Stockholm, död 6 augusti 1939 i Halmstad, var en svensk läkare. 
Dahlgren blev student vid Uppsala universitet 1877, medicine kandidat 1882 och medicine licentiat vid Karolinska institutet i Stockholm 1887. Han var amanuens och underkirurg vid Serafimerlasarettet i Stockholm 1886–1889, lasarettsläkare på Visby lasarett 1890–1897, tillika läkare vid hospitalet där 1890–1897, lasarettsläkare på Hudiksvalls lasarett 1897–1906, läkare vid kronohäktet där 1902–1906 och lasarettsläkare på Halmstads lasarett 1906–1925.